# Stašov (district de Beroun)
Pour les articles homonymes, voir Stašov.
Stašov (en allemand : Staschow) est une commune du district de Beroun, dans la région de Bohême-Centrale, en République tchèque. Sa population s'élevait à 450 habitants en 2020.

## Géographie
Stašov se trouve à 5 km à l'est-sud-est de Žebrák, à 14 km au sud-ouest de Beroun et à 41 km au sud-ouest de Prague.
La commune est limitée par Bavoryně au nord, par Chodouň à l'est, par Libomyšl à l'est et au sud-est, par Otmíče au sud-ouest et par Praskolesy et Chlustina à l'ouest.

## Histoire
La première mention écrite de la localité date de 1085.

## Transports
Par la route, Stašov se trouve à 4,2 km de Žebrák, à 14 km de Beroun et à 46 km du centre de Prague.